# Stanisław Skowron (żołnierz AK)
Stanisław Skowron, ps. Janota (ur. 22 lipca 1923 w Młynowie, zm. 26 kwietnia 1993 w Łodzi) – żołnierz Armii Krajowej, działacz kombatancki, porucznik Wojska Polskiego w stanie spoczynku, prawnik.

## Życiorys

### Młodość
Urodził się we wsi Młynów położonej niedaleko Piątku, jego ojcem był Adam, a matką Zuzanna ze Szymczaków. Pod koniec lat 20. rodzina przeniosła się do Gieczna. Podczas wybuchu II wojny światowej we wrześniu 1939 Stanisław był uczniem ostatniej klasy gimnazjum im. „Stanisława Staszica” w Zgierzu.

### II wojna światowa
Po ustaniu działań wojennych w 1939 powiat łęczycki został włączony do III Rzeszy w ramach tak zwanego „Kraju Warty” (niem. Wartegau). Na jego wschodnich rubieżach przebiegała granica z Generalnym Gubernatorstwem. Rodzinę Skowronów wysiedlono z ich domu w Giecznie gdzie ustanowiono posterunek niemieckiej żandarmerii.
W listopadzie 1939 Stanisław Skowron wraz z ojcem złożyli przysięgę Służbie Zwycięstwu Polski (SZP) obierając pseudonimy „Janota” i „Brzoza”. Animatorem organizacji ruchu oporu był wówczas uciekinier z Poznania, prawnik Tadeusz Ereciński ps. „Obrońca” (aresztowany w 1943 został zamordowany w obozie koncentracyjnym w Mauthausen). Wkrótce SZP została przekształcona w Związek Walki Zbrojnej (ZWZ), a od 1942 w Armię Krajową (AK). Stanisław Skowron początkowo służył jako kolporter i łącznik, a później dowódca placówki we wsi Gieczno. Od 1943 został komendantem Rejonu „Zakręt” (gm. Rogóźno) oraz objął funkcję kwatermistrza Obwodu "Ogrody" AK. Do najważniejszych zadań stawianych kwatermistrzostwu należało prowadzenie wywiadu wojskowego i gospodarczego. Stanisław Skowron był zatrudniony najpierw w Urzędzie Gminnym w Wypychowie, a później w Urzędzie Gminnym w Piątku i prowadził tajną kartotekę, wyspecjalizowaną tematycznie, zbieraną z materiałów wywiadowczych. Obok tego Komenda Rejonu „Zakręt” przeprowadzała akcje przerzutowe ludzi zagrożonych aresztowaniem przez granicę z Generalnym Gubernatorstwem.
Ważnym przedsięwzięciem realizowanym przez Stanisława Skowrona jako kwatermistrza Obwodu była tak zwana „akcja dowód”. Wykorzystywano dostęp do blankietów i druków meldunkowych (tzw. kennkart) oraz pieczęci z hitlerowskim orłem do sporządzania dokumentów dla ludzi narażonych na niemieckie represje z terenu Obwodu oraz Komendy Okręgu Łódzkiego. Od 1944 r. nasiliły się przygotowania do ogólnonarodowego powstania. W Rejonie „Zakręt” powołano Wojskową Służbę Ochrony Powstania (WSOP). Na jej czele stanął Antoni Boratyński ps. „Kamil”. Tymczasem niemieckie służby policyjne i wywiadowcze zaczęły odnosić sukcesy rozpoczynając rozbicie Organizacji od aresztowań w dowództwie Komendy Okręgu Łódzkiego. Tak zwana „wielka wsypa” szybko powodowała kolejne aresztowania na różnych szczeblach.
W końcu października 1944 aresztowano komendanta Obwodu Łęczyckiego AK ppor. Edwarda Czerwińskiego ps. „Czesław”, a 2 listopada 1944 został zatrzymany Stanisław Skowron. Jego ojciec Adam zdołał ukryć całe archiwum Rejonu „Zakręt” i kwatermistrzostwa Obwodu Łęczyckiego, zanim następnego dnia także został aresztowany wraz z żoną. Aresztowani przetrwali katownię gestapo w Łodzi przy ulicy Gardestrasse 7 (obecnie Karola Anstadta) i więzienie przy ulicy Sterlinga 16. Pomimo bardzo brutalnych metod śledztwa żaden człowiek z Organizacji ani żaden dokument nie został ujawniony. 17 stycznia 1945 Stanisław i jego ojciec Adam, obaj niezależnie, uciekli z transportu do Rozszerzonego Więzienia Policyjnego Radogoszcz w Łodzi, unikając masakry, której dokonali tam Niemcy w nocy z 17 na 18 stycznia, na kilkadziesiąt godzin przed wkroczeniem do Łodzi Armii Czerwonej. Ocalała także matka Stanisława, Zuzanna. Wojnę przeżyli również wszyscy członkowie ruchu oporu z Rejonu „Zakręt”. Los komendanta Obwodu Łęczyckiego ppor. Edwarda Czerwińskiego („Czesław”) pozostaje nieznany. Czas wojny Stanisław Skowron zakończył w stopniu podporucznika Wojska Polskiego.

### Lata powojenne

Uczestnicy zjazdu Światowego Związku Żołnierzy Armii Krajowej Okręgu Łódzkiego w Łęczycy w 1993. Stanisław Skowron siedzi pośrodku

Nowy reżim podchodził nieufnie do ludzi związanych z Armią Krajową. Nastąpiły aresztowania, a archiwum Rejonu „Zakręt” i kwatermistrzostwa Obwodu Łęczyckiego zostało ponownie ukryte. Stanisław Skowron był wielokrotnie aresztowany przez Urząd Bezpieczeństwa Publicznego. Kilkakrotnie uciekał. W 1946 wyjechał do Wrocławia, ale i tam został aresztowany. Sytuacja taka trwała do przełomu lat 1949/50. Ale dopiero po 1952 prześladowania ustały. Stanisław Skowron pracował jako urzędnik w różnych instytucjach. W połowie lat sześćdziesiątych ukończył studia na Wydziale Prawa i Administracji Uniwersytetu Łódzkiego. Był członkiem Światowego Związku Żołnierzy AK i działaczem kombatanckim. Pasjonował się historią i polską przyrodą. Był członkiem Straży Ochrony Przyrody. W ostatnich latach życia spisał swoje wspomnienia. Na początku lat dziewięćdziesiątych został awansowany do stopnia porucznika Wojska Polskiego. Zmarł 26 kwietnia 1993 w Łodzi. Jego grób znajduje się na cmentarzu parafialnym w Giecznie.

### Odznaczenia
- 1 września 1947 decyzją Ministerstwa Obrony został odznaczony Krzyżem Partyzanckim[4].
- 19 października 1976 Komisja Krzyża w Londynie, pod przewodnictwem Michała Mandziary, przyznała mu Krzyż Armii Krajowej[5].
- 15 sierpnia 1981 przyznano mu Odznakę Żołnierza Armii Krajowej Okręgu Łódź – „Barka”[6].

## Archiwum Rejonu „Zakręt” i kwatermistrzostwa Obwodu Łęczyckiego AK
W sierpniu 1968 wskutek niepewności związanej z wydarzeniami w Czechosłowacji Stanisław Skowron wraz z ojcem postanowili ujawnić rodzinie miejsce ukrycia i przekazać jej całość zachowanej dokumentacji archiwum AK. Dokumenty były zawinięte w płótno i zalane cementem w piwnicy przy fundamentach domu w Giecznie. Przetrwały w ogólnie dobrym stanie. Były pisane na bibułach, przebitkach lub zwykłym papierze ołówkami kopiowymi lub piórem, niektóre na maszynie. Część była miejscami zbutwiała lub rozdarta. Niektóre są zachowane częściowo. Jest to w sumie blisko 90 różnego rodzaju dokumentów, które można podzielić osiem grup:
1. Rozkazy i polecenia służbowe. Podpisane pseudonimami, inicjałami, a niektóre nazwiskiem.
2. Sprawozdania i raporty służbowe. Podpisywane podobnie jak wyżej lub wcale.
3. Instrukcje służbowe. Podpisane pseudonimami lub pseudonimami z zaznaczeniem funkcji służbowej.
4. Dokumenty związane z prowadzoną akcją wywiadowczą połączoną z obowiązkami kwatermistrzowskimi na podległym terenie. Wszystkie o bardzo dużej różnorodności, a wśród nich:
  1. rejestry możliwej do zdobycia broni, środków sanitarnych i transportowych
  2. zestawienia zasobów i plany opanowania magazynów żywności
  3. zestawienia rytmów zaopatrzenia niemieckich magazynów cywilnych i wojskowych w żywność i sprzęt techniczny
  4. raporty z obserwacji ruchów transportów niemieckich wszelkiego typu
  5. zestawienia możliwych do szybkiego przejęcia środków transportowych
  6. zestawienia rodzajów obsady, liczebności i uzbrojenia niemieckich posterunków granicznych – III Rzesza/Generalna Gubernia
  7. raporty z obserwacji ruchu granicznego
5. Niemieckie wersje polskich map sztabowych w skali 1:100 000; 1:10 000; 1:5000 – zdobyte lub kupione.
6. Instrukcje obsługi broni.
7. Instrukcja Bojowa „Plan opanowania małego miasta”.
8. Korespondencja w obrębie struktur organizacyjnych Obwodu. Podpisywana pseudonimami lub wcale.